# Paradise Open
Paradise Open från 2001 är ett musikalbum med Magnus Lindgren och Radiojazzgruppen. Skivan fick 2001 en Grammis för ”Årets jazz/blues” och samma år OrkesterJournalens ”Gyllene skivan”.

## Låtlista
All musik är skriven av Magnus Lindgren om inget annat anges.
1. Paradise Open – 8:37
2. Desert Room – 12:43
3. Red House – 8:17
4. Rocklunda – 10:37
5. Mourning Dove (Karl-Martin Almqvist) – 6:52
6. Buho – 8:28
7. Fågel blå – 9:25
8. The River – 4:44
9. One for Bob – 8:53

## Medverkande
- Magnus Lindgren – tenorsax, flöjt, klarinett
- Radiojazzgruppen
  - Karl-Martin Almqvist – klarinett, altflöjt, tenorsax, träblås
  - Peter Asplund – flygelhorn, trumpet
  - Magnus Broo – flygelhorn, trumpet
  - Mattis Cederberg – trombon, bastrombon
  - Peter Dahlgren – trombon
  - Karin Hammar – trombon
  - Johan Hörlén – basklarinett, flöjt, altsax, sopransax, träblås
  - Per "Ruskträsk" Johansson – flöjt, altflöjt, piccolaflöjt, altsax, träblås
  - Jonas Kullhammar – klarinett, flöjt, tenorsax, träblås
  - Alberto Pinton – basklarinett, barytonsax, träblås
  - Patrik Skogh – flygelhorn, trumpet
  - Magnus Svedberg – trombon
  - Mathias Algotsson – Fender Rhodes, piano
  - Daniel Karlsson – Fender Rhodes, piano
  - Fredrik Jonsson – bas
  - Jonas Holgersson – trummor
  - Alfredo Chacon – slagverk